# Tintamarre
Tintamarre es una isla del archipiélago de San Martín (hasta el 22 de febrero de 2007 pertenecía a Guadalupe), frente a la isla de San Bartolomé. Se encuentra a 39 metros sobre el nivel del mar y tiene 1,2 kilómetros cuadrados de extensión. Actualmente la isla no posee habitante alguno, pero albergó población humana en el pasado. Entre 1946 y 1950 Tintamarre fue la base de la Compagnie Aérienne Antillaise, una aerolínea que fletaba vuelos desde su pista de aviación de 500 metros (actualmente desaparecida). La palabra Tintamarre significa "barullo" en español.
Tintamarre y su costa son parte del territorio terrestre de la "Reserva Natural Marina de San Martín" (en francés: "Réserve naturelle Marine" de Saint-Martin) y gozan de protección legal.
Se trata de una meseta de piedra caliza inclinada en dirección norte-noreste y sursudoeste, compuesta de sedimentos marinos. En el sur, un arrecife de coral (Les Cayes) crea una laguna de poca profundidad. En el oeste, frente a la isla de San Martín, se encuentra una playa muy frecuentada por el turismo.
Dos terceras partes de la isla están cubiertas por bosque seco y el resto es una sabana de pasto corto o matorrales impenetrables, excepto para las cabras, lagartijas, cangrejos y tortugas de tierra (Geochelone carbonaria). Entre las aves marinas que anidan en la isla destaca el rabijunco o faetón.
La isla alberga ciertos lugares de interés como los vestigios de una antigua casa de campo (recientemente restaurada) donde se trabajaba el algodón en el siglo XIX, los restos de un pequeño ferrocarril y de la pista de aviación, y baños de barro naturales.